# FSV Salmrohr
Der FSV Salmrohr 1921 e. V. ist ein deutscher Fußballverein aus Salmtal (Landkreis Bernkastel-Wittlich in Rheinland-Pfalz).

## Geschichte
Seine Heimspiele trägt der FSV Salmrohr im 1981 erbauten Salmtalstadion aus. Langjähriger Präsident des Vereins (1971–1999) war der Unternehmer und Politiker Peter Rauen.
Den größten Erfolg in der Vereinsgeschichte verzeichnete der Club im Jahr 1986. Als Vize-Meister der Amateur-Oberliga Südwest qualifizierte er sich für die Aufstiegsrunde Gruppe Süd zur 2. Bundesliga, da der Meister Wormatia Worms vom DFB wegen nicht eingehaltener Regularien nicht zugelassen wurde. Salmrohr schlug den SSV Ulm 1846 unter anderem dank einer überragenden Leistung des Ex-Nationalspielers Klaus Toppmöller und Toren von Klaus-Dieter Augst, Edgar Schmitt und Raimund Brittner zuhause mit 3:1 und erreichte bei Kickers Offenbach ein 2:2, wobei Herbert Herres und wiederum Edgar Schmitt die Tore erzielten und auch Weltmeister Bernd Hölzenbein für Salmrohr zum Einsatz kam. Als Gruppenerster schaffte der FSV Salmrohr den Aufstieg in die 2. Bundesliga, stieg aber in der Saison 1986/87 gleich wieder ab.
1992 errang der FSV Salmrohr erneut die Meisterschaft in der Oberliga Südwest, scheiterte aber in der Aufstiegsrunde zur 2. Bundesliga am Wuppertaler SV. Von 1994 bis 2000 spielte der Verein in der Regionalliga West/Südwest. In der Saison 2010/11 wurde der FSV souverän mit 18 Punkten Vorsprung vor Vizemeister SV Mehring Meister der Rheinlandliga und stieg damit in die fünftklassige Oberliga Südwest auf.
Am 1. April 2014 stellte der Verein zunächst Antrag auf Insolvenzverfahren. Durch einen außergerichtlichen Vergleich mit den Gläubigern konnte der FSV Salmrohr am 30. Juni 2014 den Antrag wieder zurückziehen. Am gleichen Tag stellte das Amtsgericht Wittlich das Insolvenzverfahren ein.
2018 folgte dann der erstmalige Abstieg von der Oberliga in die sechsklassige Rheinlandliga, welche man mit dem 14. Platz beendete. Trotzdem konnte man nach der Saison gegen die höherklassige TuS Koblenz mit 6:5 n. E. den Rheinlandpokal gewinnen. In der folgenden 1. Runde des DFB-Pokals unterlag man dem Zweitligisten Holstein Kiel mit 0:5. Ab 2020 spielte der Verein wieder in der fünftklassigen Oberliga Rheinland-Pfalz/Saar, aus der man jedoch nach der Saison 2021/22 wieder abstieg. 2024 stieg man auch aus der Rheinlandliga ab, so dass der FSV seit der Saison 2024/25 in der siebtklassigen Bezirksliga spielt.

## Sportliche Erfolge
- 1985 Meister der Amateur-Oberliga Südwest
- 1986 Vize-Meister und Aufstieg in die 2. Bundesliga
- 1990 Vize-Meister und Deutscher Fußball-Amateurmeister
- 1992 Meister der Amateur-Oberliga Südwest
- 9× Rheinlandpokalsieger (1989, 1992–1996, 2002, 2015, 2019) und anschließender DFB-Pokal-Teilnehmer

## Ehemalige Spieler
- Uwe Fuchs (197?–197?) Jugend
- Klaus Toppmöller (1981–1987)
- Alexander Szatmári (1984–1985)
- Edgar Schmitt (1984–1987)
- Bernd Hölzenbein (1986)
- Wolfgang Kleff (1986–1987)
- Paul Linz (1989–1994), Spielertrainer
- Jürgen Roth-Lebenstedt (1993–1996)
- Rainer Ernst (1994–1997)
- Rudi Thömmes (199?–1997)
- Markus Koster (1995–2000)
- Dino Toppmöller (1997–1999, 2010–2012)
- Robert Palikuća (2000–2003)

Kader der Zweitligasaison 1986/87
Wolfgang Kleff – Alfred Wahlen – Helmut Wahlen – Karl-Heinz Kieren – Christian Kulik – Manfred Plath – Edgar Schmitt – Werner Kartz – Norbert Rolshausen – Klaus-Dieter Augst – Raimund Brittner – Heinrich Irmisch – Michael Kaul – Dirk Hartmann – Peter Henkes – Herbert Herres – Alfred Weyland – Matthias Schömann – Hamid Ali-Doosti – Alfred Schömann – Christoph Thiel – Thomas Streit